# قصر الفرافرة

قصر الفرافرة

قصر الفرافرة هو اسم يطلق على قلعة أثرية مشيدة بالطوب اللبن توجد أطلالها بمدينة الفرافرة عاصمة واحة الفرافرة المصرية. يرجع تاريخ القلعة إلى العصر الروماني، وقد أنشئت لحماية طريق قوافل الصحراء المارة بالمنطقة. يطلق اسم «قصر الفرافرة» أحيانًا على المدينة ذاتها.